# Pierre Lanfranchi
Pierre Lanfranchi (* 22. April 1959 in Constantine, Algerien) ist ein französischer Historiker, der sich insbesondere mit der Geschichte des Fußballsports befasst.

## Biographie
Lanfranchi wurde im damals noch französischen Algerien geboren; er studierte Geschichte und Kunstgeschichte an der Universität Montpellier, am Institut für Europäische Geschichte in Mainz und am Europäischen Hochschulinstitut in Florenz. 1988 erlangte er den Doktorgrad mit einer Arbeit über die Informationspolitik der deutschen Presse im Ersten Weltkrieg.
Seit 1993 arbeitet Pierre Lanfranchi als Research Professor an der De Montfort University in Leicester, wo er am International Centre for Sports History and Culture die Studiengänge für Sport, Geschichte und Kultur sowie für Management, Recht, Geschichte und Geographie des Sports mitaufbaute. Außerdem ist er seit 1996 Gastprofessor an der Universität von San Marino und hat an zahlreichen europäischen Hochschulen Vorlesungen zur Geschichte und den wirtschaftlichen, sozialen und kulturellen Hintergründen des Fußballs gehalten. Seit 2006 ist er zudem Forschungskoordinator am Centre International d'Étude du Sport im schweizerischen Neuchâtel. Seit 2008 leitet er die  Weltwirtschaftsforumskommission zur Rolle des Sports in heutigen Gesellschaften.
Bereits seit den 1990er Jahren organisiert er zudem internationale Kongresse und Symposien zu fußballhistorischen Themen, ist wissenschaftlicher Berater der FIFA und der Geschichtskommission des italienischen Fußballverbandes. Er lebt in der Toskana.

## Veröffentlichungen (in Auswahl)

### Bücher
- (als Herausgeber): Il calcio e il suo pubblico. Edizioni Scientifice Italiane, Neapel 1992
- (gemeinsam mit Alfred Wahl): Les footballeurs professionnels des années trente à nos jours. Hachette, Paris 1995 ISBN 978-2-01-235098-4
- (gemeinsam mit Richard Holt und J. A. Mangan): European heroes: Myth, identity, sport. Cass, London 1996 ISBN 978-0-7146-4125-6
- (gemeinsam mit Matthew Taylor): Moving with the ball. The migration of professional footballers. Berg, Oxford/New York 2001 ISBN 1-85973-307-7
- (gemeinsam mit Christiane Eisenberg, Tony Mason und Alfred Wahl): FIFA 1904–2004. 100 Jahre Weltfußball. Die Werkstatt, Göttingen 2004 ISBN 3-89533-442-1
- (Hg., gemeinsam mit Christiane Eisenberg): Special issue: Football history. Zentrum für Historische Sozialforschung, Köln 2006

### Aufsätze
- Sète vainqueur de la Coupe et du Championnat de France de football en 1934. In: Université de Montpellier III, Mémoire histoire, 1982
- Apparition et affirmation du football en Languedoc 1900–1935. In: P. Arnaud/J. Camy (Hg.): La naissance du mouvement sportif associatif en France. PUL, Lyon 1986
- Gli esordi di una pratica sportiva. Il calcio nel bacino del Mediterraneo occidentale. In: Guido Panico/L. Giacomardo (Hg.): Università e sport. Rom 1989
- Rugby contro calcio. La genesi delle due pratiche sportive nella Francia meridionale. In: Ricerche Storiche XIX, 2, 1989
- Calcio e progresso tecnologico. Il ruolo deli Svizzeri in Italia. In: Lancilotto e Nausica, VII, 1990
- Fußball in Europa 1920-1938. Die Entwicklung eines internationalen Netzwerkes. In: Roman Horak/Wolfgang Reiter (Hg.): Die Kanten des runden Leders. Beiträge zur europäischen Fußballkultur. Promedia, Wien 1991
- Bologna : The team that shook the world. In: The International Journal of the History of Sport, Nr. 8, 1991
- Les «footballeurs-étudiants» yougoslaves en Languedoc (1925–1935). In: Sport-Histoire, 2, 1993
- Mekloufi, un footballeur français dans la guerre d’Algérie. In: Actes de la Recherche en Sciences sociales, Nr. 103, Juni 1994
- Elemente für eine vergleichende Analyse der Verbreitung des Fußballspiels in Frankreich und Deutschland. In: Jean-Michel Delaplace/Giselher Spitzer/Gerhard Treutlein (Hg.): Sport und Sportunterricht in Frankreich und Deutschland in zeitgeschichtlicher Perspektive. Meyer & Meyer, Aachen 1994
- Exporting football: notes on the development of football in Europe. In: Richard Giulianotti/John Williams (Hg.): Game without Frontiers. Football, Identity and Modernity. Arena, Aldershot 1994
- (gemeinsam mit Alfred Wahl): The Immigrant as Hero: Kopa, Mekloufi and French Football. In: The International Journal of the History of Sport, Vol. XIII, Nr. 1, März 1996
- Frankreich und Italien. In: Christiane Eisenberg (Hg.): Fußball, soccer, calcio. Ein englischer Sport auf seinem Weg um die Welt. dtv, München 1997 ISBN 3-423-04709-7
- Die Anfänge des Fußballs in den Regionen des westlichen Mittelmeeres. In: Siegfried Gehrmann (Hg.): Fußball und Region in Europa. Probleme regionaler Identität und die Bedeutung einer populären Sportart. Lit, Münster 1999 ISBN 3-8258-3134-5 (zuerst 1997 als Football and regional identity in Europe. erschienen)
- La Première Guerre mondiale et le développement du football en Europe: l’exemple italien. In: Yves Gastaut/Stéphane Mourlane (Hg.): Le Football dans nos sociétés. Une culture populaire 1914–1998. Autrement, Paris 2006